# Allium rupestre
Allium rupestre là một loài thực vật có hoa trong họ Amaryllidaceae. Loài này được Steven mô tả khoa học đầu tiên năm 1812.